# Strick (Morsbach)
Strick ist ein Ortsteil von Morsbach im Oberbergischen Kreis im südlichen Nordrhein-Westfalen innerhalb des Regierungsbezirks Köln.

## Lage und Beschreibung
In ländlicher, waldreicher Umgebung liegt Strick am südlichsten Zipfel des Oberbergischen Kreises. Die Städte Gummersbach (38 km), Siegen (35 km) sowie Köln (75 km) sind in wenigen Autominuten zu erreichen.
Benachbarte Ortsteile sind Siedenberg im Norden, Alzen im Osten, Steckelbach im Süden, und Katzenbach im Westen. 

## Geschichte
1580 wurde der Ort das erste Mal urkundlich erwähnt, und zwar „In den Hoenerzetteln werden drei saynische Feuerstellen zum Stricke aufgeführt.“ Die Schreibweise der Erstnennung war Zum Stricke.

## Vereinswesen
- Dorfgemeinschaft Strick e. V.

## Besonderheit
Seit Beginn der 1930er Jahre steht auf 50 m² nahe dem Wochenendhausgebiet ein steinerner Altarbildstock. Er wurde von dem Bergmann Johann Buchen errichtet und soll an den Blitztod eines Schäfers erinnern. An der Rückseite überragt ein Holzkreuz die Aufbauten des Denkmals. Im Inneren des gröttenähnlichen Steinhäuschens steht eine weiße Muttergottesstatue. Im Jahre 2008 übernahm die Familie Georg Stinner die Grundrenovierung des Altarbildstockes. Der Altarbildstock wird als religiöses Wahrzeichen und Ausdruck einer tiefen Frömmigkeit von vielen Gläubigen aufgesucht.